# Ейми Ървинг
Ейми Дейвис Ървинг (на английски: Amy Davis Irving) е американска актриса, известна с роли в киното и в Бродуей. 

## Биография
Била е номинирана за Оскар, 2 пъти за „Златен глобус“ и през 1980-те години за „Златна малинка“ за най-лоша актриса в поддържаща роля.
Известна е с брака си със Стивън Спилбърг, с когото се развеждат през 1989 г., след което Ървинг получава обезпечение от 100 млн. долара.

## Избрана филмография
| година | филм             | оригинално заглавие  | роля              | режисьор         |
| ------ | ---------------- | -------------------- | ----------------- | ---------------- |
| 1976   | Кери             | Carrie               | Сю Снел           | Брайън Де Палма  |
| 1997   | Да разнищим Хари | Deconstructing Harry | Джейн             | Уди Алън         |
| 2000   | Трафик           | Traffic              | Барбара Уейкфийлд | Стивън Содърбърг |